# Lejongap
Lejongap, Antirrhinum majus, är en flerårig ört. Den väcker intresse på grund av den egendomligt formade blomman. Därför är den också vanlig som prydnadsväxt i trädgårdar. 
Släktet Antirrhinum hör till familjen grobladsväxter. Det hörde tidigare till en familj som kallades lejongapsväxter, och som nu har bytt namn till flenörtsväxter.
Namnet Lejongap kommer av att blomman liknar en mun som öppnar sig, när den trycks ihop från sidorna. Blomman öppnar sig även under tyngden av pollinerande insekter som landar och sluter sig sedan omkring dem när de kryper in, så att mycket pollen fastnar på insekten.

## Bilder

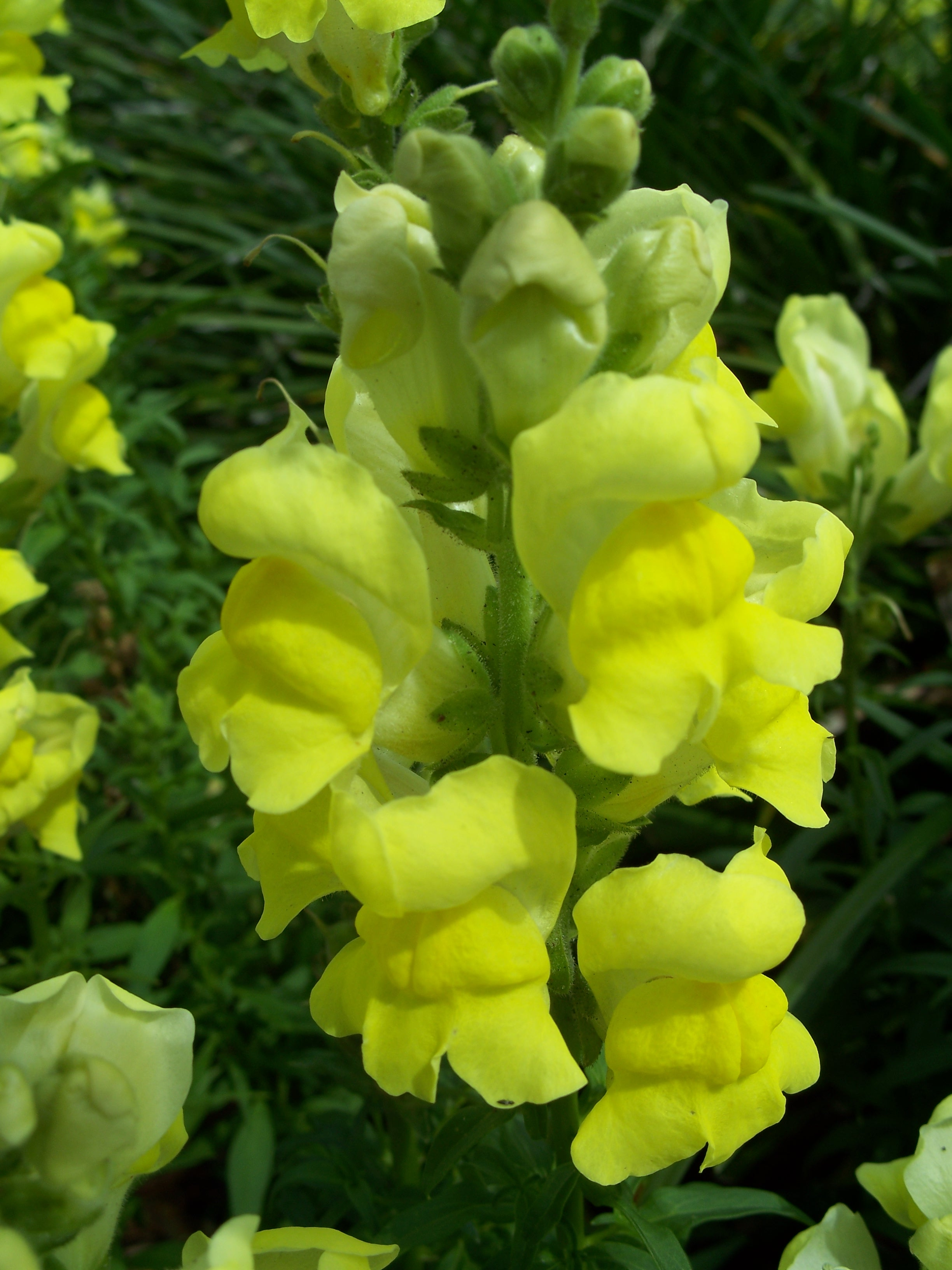
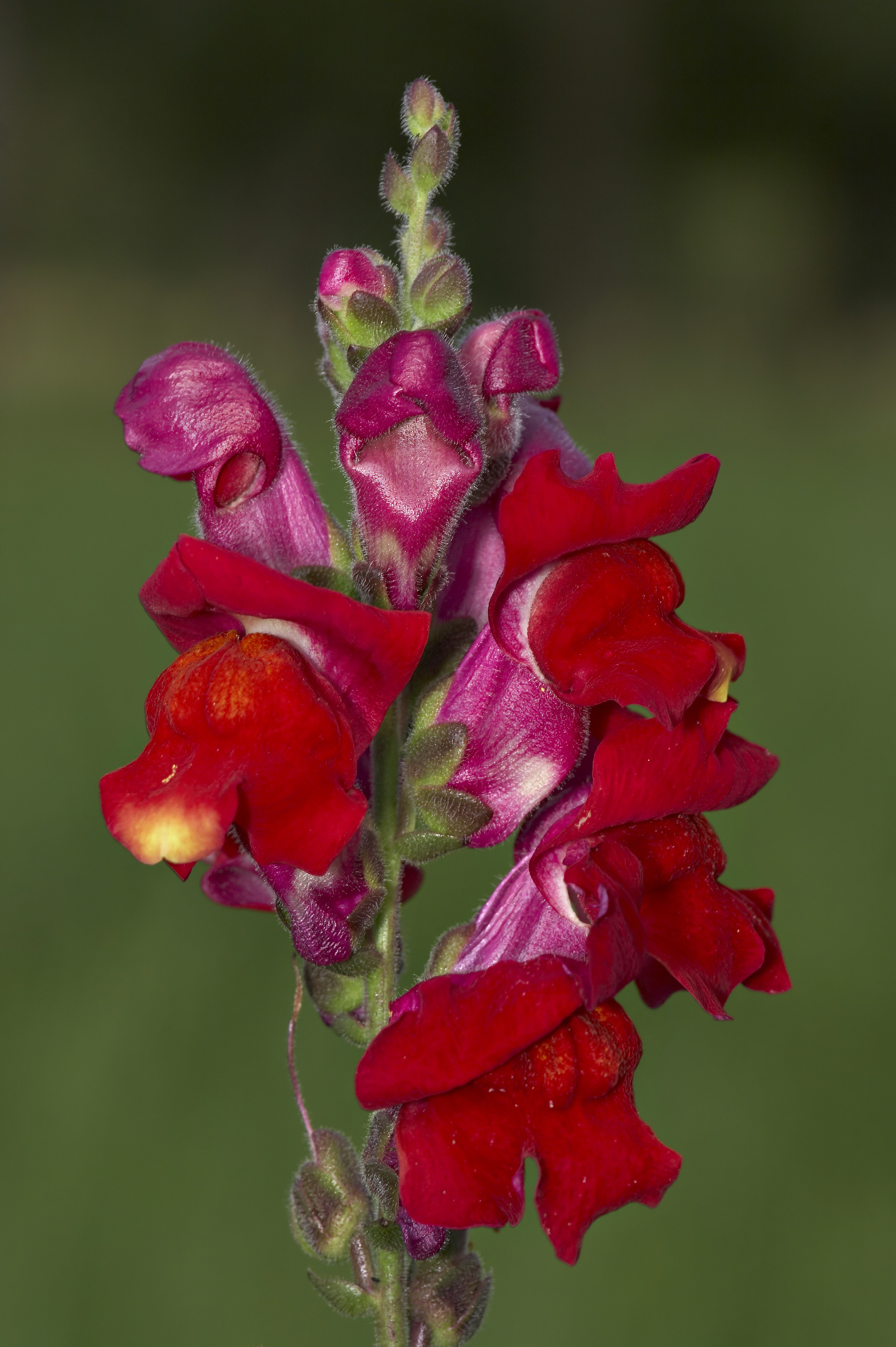
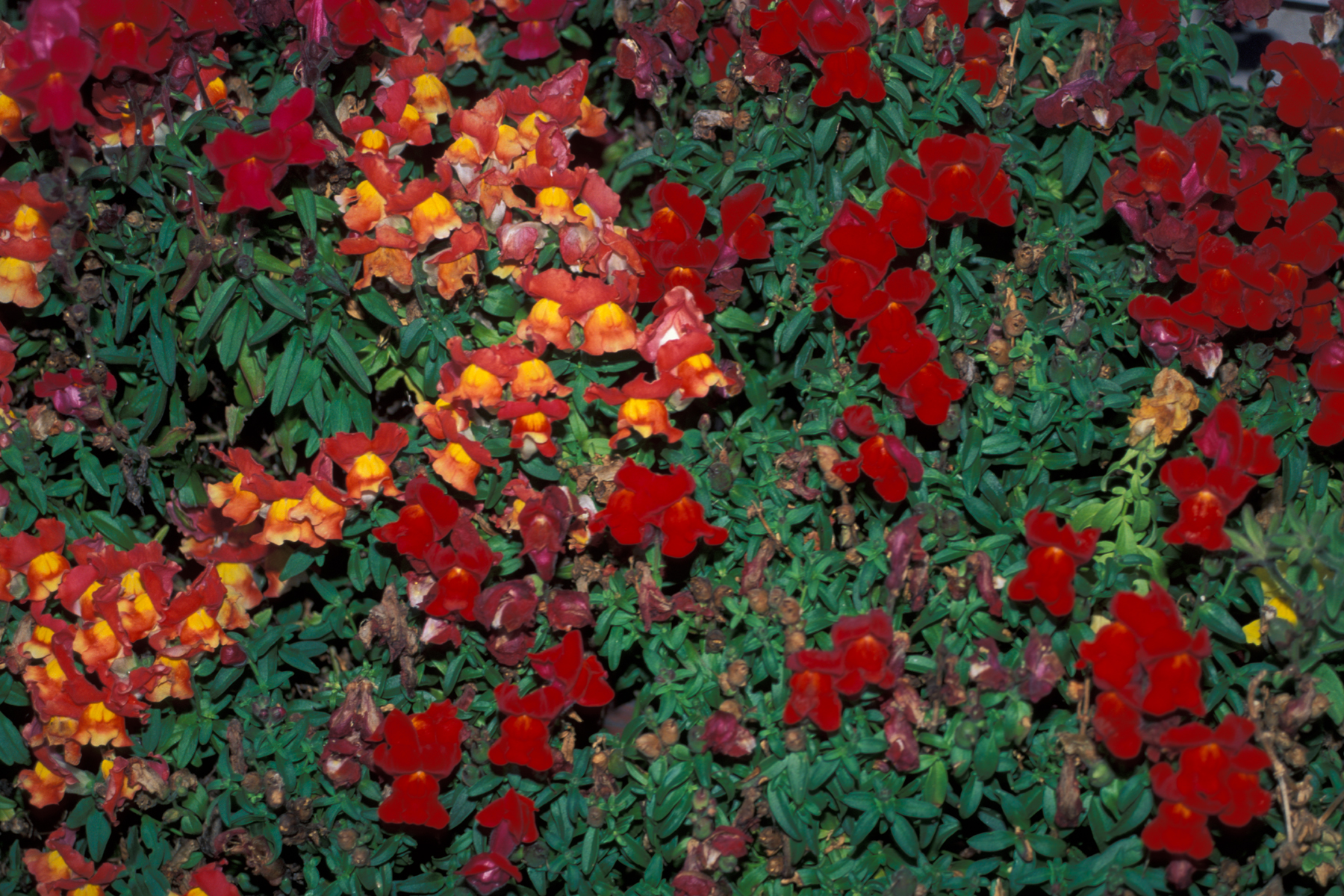
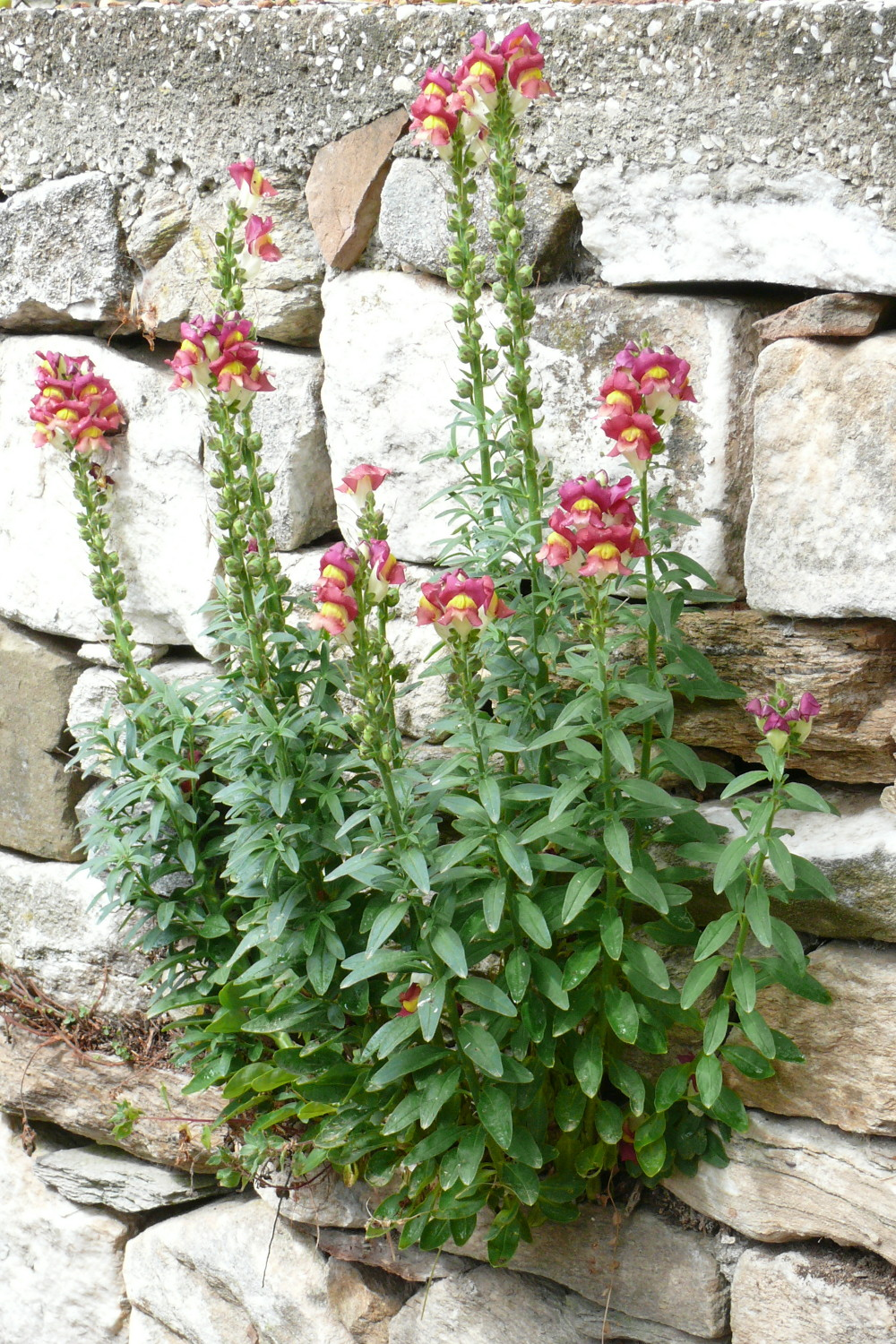
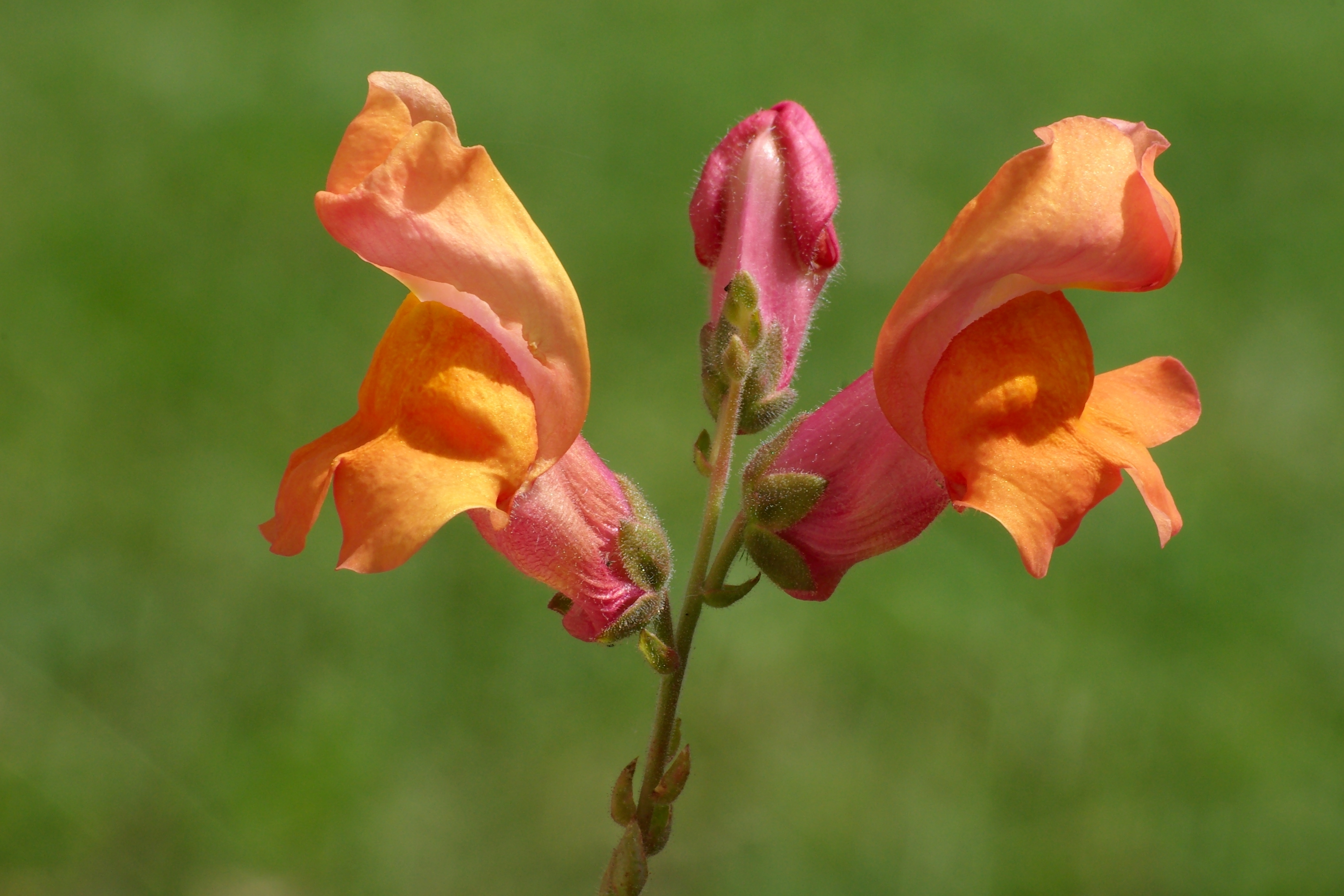